# Louis-Félix Roux
Pour les articles homonymes, voir Roux.
Louis-Félix Roux, dit Roux de la Haute-Marne, à Vichy (duché de Bourbon, actuel département de l'Allier) le 25 octobre 1753, mort à Huy (Belgique, province de Liège) le 22 septembre 1817, est un homme politique de la Révolution française.  

## Biographie
Fils de Robert Roux, bourgeois et maître d'école, et de Marie Petit, Roux apprend le latin avec le curé de se paroisse puis obtient une bourse pour étudier dans un collège parisien. Il entre par la suite dans les ordres et devient en 1786 curé de Vignory.  
En 1791, Louis-Félix Roux prête serment à la constitution civile du clergé et devient le vicaire épiscopal de l'évêque de Langres, Antoine-Hubert Wandelaincourt.    

### Mandat à la Convention
La monarchie constitutionnelle mise en place par la constitution du 3 septembre 1791 prend fin à l'issue de la journée du 10 août 1792 : les bataillons de fédérés bretons et marseillais et les insurgés des faubourgs de Paris prennent le palais des Tuileries. Louis XVI est suspendu et incarcéré, avec sa famille, à la tour du Temple.    
En septembre 1792, Louis-Félix Roux est élu député du département de la Haute-Marne, le troisième sur sept, à la Convention nationale. Il y est surnommé « Roux de la Haute-Marne » pour être différencié de ses deux collègues homonymes Jean-Pierre-Félix Roux (député de la Dordogne) et Pierre Roux-Fazillac (député de l'Aveyron).   

#### Le député Montagnard
Il siège sur les bancs de la Montagne. Lors du procès de Louis XVI, il vote la mort, et rejette l'appel au peuple et le sursis à l'exécution de la peine. Le 13 avril 1793, il vote contre la mise en accusation de Jean-Paul Marat. Le 28 mai, il vote contre le rétablissement de la Commission des Douze.   

#### Le représentant en mission
Louis-Félix Roux est envoyé en mission à plusieurs reprises durant son mandat. 
Le 25 septembre 1792, il est nommé, aux côtés d'Alexandre de Châteauneuf-Randon (député de la Lozère), commissaire pour le camp de Paris en remplacement d'Edmond Dubois-Crancé (député des Ardennes) et de Jean-Pierre Lacombe-Saint-Michel (député du Tarn). 
Le 9 mars 1793, aux côtés de Jean-Baptiste Perrin (député des Vosges), il est envoyé en mission dans les départements de la Haute-Marne et des Vosges afin d'y accélérer la levée en masse. 
Le 18 juillet, aux côtés de Germain Bonneval (député de la Meurthe), il est envoyé en mission dans les départements de l'Eure, de l'Eure-et-Loir et de Seine-et-Oise afin d'y « prendre toutes les mesures [...] relatives à la vente et à la circulation des grains ». Le 15 août, leurs pouvoirs sont étendus au département du Loiret. 
Le 26 septembre, aux côtés de Sylvain-Phalier Lejeune (député de l'Indre) il est envoyé en mission dans le département de l'Aisne afin d'y « prendre les mesures de salut public qui seront nécessaires et accélérer l'exécution des lois relatives aux subsistances ». Le 9 frimaire (le 29 décembre), il est désignés pour organiser le gouvernement révolutionnaire dans les départements de l'Aisne et des Ardennes. Au cours de ces deux missions, il prend part à la déchristianisation : le 5 frimaire an II (le 25 novembre 1793), il annonce par une lettre à la Convention qu'il renonce à ses fonctions ecclésiastiques ; le 24 nivôse an II (le 13 janvier 1794), il épouse à Laon Élisabeth Termier, issue d'une famille aisée, ; le 24 ventôse (le 14 mars), il annonce à la Convention l'ouverture d'un temple de la Raison dans l'Église Saint-Charles-Borromée de Sedan. 

#### Le député Thermidorien
Louis-Félix Roux adhère à la chute de Robespierre et à la réaction thermidorienne. 

Le 15 germinal an III (le 4 avril 1795), il est élu membre du Comité de Salut public. Dans ses mémoires, son collègue Louis-Marie de La Révellièrre-Lépeaux (député du Maine-et-Loire) affirme que, chargé de la question des subsistances, il s'est montré au-dessous de ses fonctions : 
Roux [...] n'était sûrement pas de force, à beaucoup près, à administrer les subsistances de la France à cette époque. [...] C'était, au surplus, je le répète, un bon et honnête garçon, auquel on ne saurait contester un mérite précieux pour le moment, celui de parler pendant un temps indéfini. 
Le 22 thermidor (le 9 août), il prend part, aux côtés de Pierre Baudin (député des Ardennes), à la dénonciation contre Jean-Baptiste Massieu (député de l'Oise), ancien représentant en mission. 
Le 30 vendémiaire an IV (22 octobre 1795), après l'insurrection royaliste du 13 vendémiaire (5 octobre), il est nommé membre de la Commission des Cinq.

### Du mandat aux Cinq-Cents à l'exil sous la Restauration
Sous le Directoire, en vendémiaire an IV (octobre 1795), Louis-Félix Roux est réélu député et siège au Conseil des Cinq-Cents. Il est tiré au sort pour quitter le Conseil le 1er prairial an V (le 20 mai 1797).  
En 1799, il travaille au ministère de l'Intérieur dirigé par Quinette en tant que sous-chef. Puis, après le 18 brumaire, il entre à la commission des émigrés. 
De 1800 à 1802, Fouché l'emploie en tant que directeur des archives du ministère de la Police. Sans emploi après la suppression du ministère, il devient en 1804 receveur des droits réunis à Dinant dans le département de Sambre-et-Meuse.
On le retrouve en 1815, lors des Cent-Jours, date à laquelle il est nommé sous-préfet à Laon.
La Seconde Restauration le bannit du royaume comme régicide en janvier 1816. En mars, il quitte la France et s'installe à Huy, dans la future Belgique. Il meurt un an plus tard à l'âge de 64 ans.

## Sources
- Ressource relative à la vie publique :   - Base Sycomore
- « Louis-Félix Roux », dans Adolphe Robert et Gaston Cougny, Dictionnaire des parlementaires français, Edgar Bourloton, 1889-1891 [détail de l’édition]